# الغواصة الألمانية يو-18 (1936)
غواصة يو-18 غواصة يو بوت ألمانية من الفئة الثانية بي بنيت ل سلاح بحرية ألمانيا النازية كريغسمارينه، في أحواض بناء السفن الألمانية التابع لفريدريش كروب في كيل خلال الحرب العالمية الثانية. 
تم وضعهh في 10 يوليو 1935 وتم تشغيلها في 4 يناير 1936. وقد خدمت في العديد من أساطيل غواصات يو أثناء فترة خدمتها.